# Падіння «Чорного яструба»
Паді́ння «Чо́рного я́струба» (англ. Black Hawk Down) — британсько-американська історична військова драма режисера Рідлі Скотта 2001 року. Знята за однойменною книгою Марка Бовдена (1999). Фільм нагороджений двома Оскарами (найкращий звук та найкращий монтаж).
Фільм заснований на реальних подіях, що сталися під час битви в Могадішо 3 та 4 жовтня 1993 року. Елітні групи командос «Дельта» та «Рейнджери» сил спеціальних операцій армії США, які складалися приблизно з 180 американських солдатів — миротворців ООН, вирушали до Могадішо (Сомалі) для проведення спецоперації. Передумовою операції стало те, що в країні панувала громадянська війна, яка стала причиною голоду. Одне з угрупувань-учасниць громадянської війни під керівництвом воєначальника Мохамеда Фараха Айдіда перехоплювало міжнародні постачання продовольства голодуючим. Аби придушити громадянську війну і голод в цій країні американське командування вирішує захопити помічників Айдіда.
Назва фільму походить від марки військових вертольотів «Чо́рний я́струб» конструктора Ігоря Сікорського, два з яких були збиті сомалійськими бойовиками під час спецоперацій американських спецпризначенців.

## Сюжет
Сомалі, 1993 рік. Країна вимирає з голоду, число жертв перевищило триста тисяч чоловік. Миротворчі сили ООН намагаються відновити порядок і організувати постачання продовольства у Сомалі. Їм на допомогу Вашингтон вислав півтисячі вояків з елітних підрозділів американської армії, знамениті загони «Дельта» і «Рейнджери».
У місті Могадішо хазяйнує і творить беззаконня польовий командир Айдід, убиваючи мирних громадян і відбираючи гуманітарну допомогу. Миротворчий контингент не в змозі впоратися із ситуацією. У певний момент командування американського контингенту в Сомалі вирішує захопити Айдіда у його резиденції.
Розробляється план блискавичної операції, в ході якої близько 180 військовослужбовців США у складі Оперативної групи «Рейнджер» (75-й полк рейнджерів — рота 3-го батальйону, 160-й авіаполк спеціальних операцій, «Дельта»), що базуються на околиці Могадішо, мають вирушити до району міста, контрольованого силами Мохаммеда Фараха Айдіда.
Мета операції — захопити головних прибічників Айдіда, які були присутні на нараді в місті, і доставити їх на базу. Вдало розпочата операція через два збиті вертольоти перетворюється на бій тривалістю майже добу.
Подальший розвиток подій фільму — це безперервний бій, що забрав життя 18 американців, 1 малайзійця і до тисячі громадян Сомалі.

## У ролях

### 75-й полк рейнджерів
- Джош Гартнетт — штаб-сержант Еверсман Метт. Написав мемуари
- Юен Мак-Грегор — спеціаліст Джон Граймс (ім'я змінене)
- Том Сайзмор — підполковник Денні МакНайт, командир «Втраченого Конвою»
- Юен Бремнер — спеціаліст Шон Нельсон
- Гебріель Кейсус — спеціаліст Майк Курт
- Г'ю Денсі — сержант першого класу Курт «Док» Шмід
- Йоан Гріффідд — лейтенант Джон Білз
- Том Гайрі — штаб-сержант Ед Юрек
- Чарлі Гофгаймер — капрал Джеймі Сміт
- Денні Хоч — сержант Домінік Пілла
- Джейсон Айзекс — капітан Майк Стіл
- Брендан Секстон III — рядовий Річард «Алфавіт» Ковалевскі
- Браян Ван Голт — сержант Джефф Стрекер
- Єн Вірго — рядовий Джон Вейдель
- Том Гарді — спеціаліст Ленс Твомблі
- Орландо Блум — рядовий першого класу Тодд Блекберн, поранений при падінні, евакуйований

### Спецпідрозділ «Дельта»
- Сем Шепард — генерал Вільям Гаррісон, командувач Оперативної групи «Рейнджер»
- Ерік Бана — сержант Норм "Хут" Гібсон
- Вільям Фіхтнер — сержант Джеф Сандерсон
- Кім Коутс — майстер-сержант Кріс Векс
- Джоні Стронг — сержант першого класу Ренді Шугарт, снайпер «Дельта Форс», посмертно нагороджений Медаллю Пошани
- Ніколай Костер-Валдау — майстер-сержант Гері Гордон, снайпер «Дельта Форс», посмертно нагороджений Медаллю Пошани

### Інші
- Рон Елдард — Майкл Дюрант, пілот збитого «Супер-64». Узятий у полон після загибелі двох солдатів «Дельти», звільнений опісля декількох днів. Написав мемуари
- Джордж Гарріс — Осман Атто

## Нагороди та номінації
- Американська академія кіномистецтва «Оскар» 2002 рік:

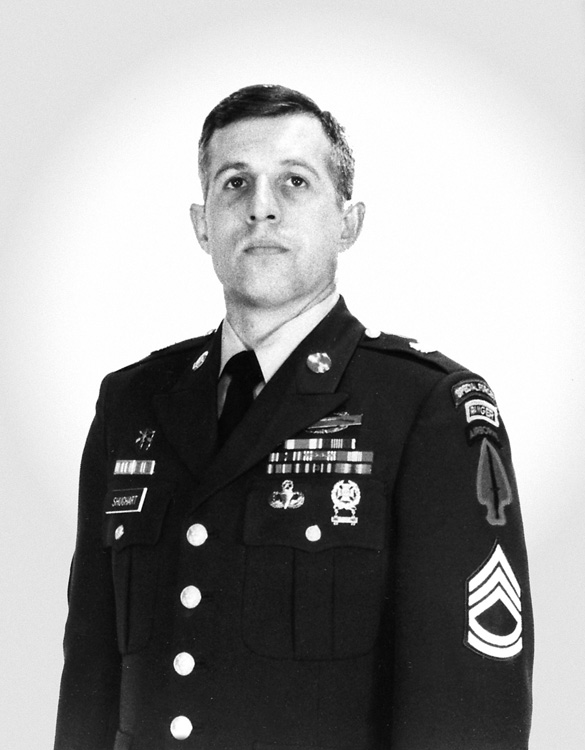
Сержант першого класу Ренді Шугарт

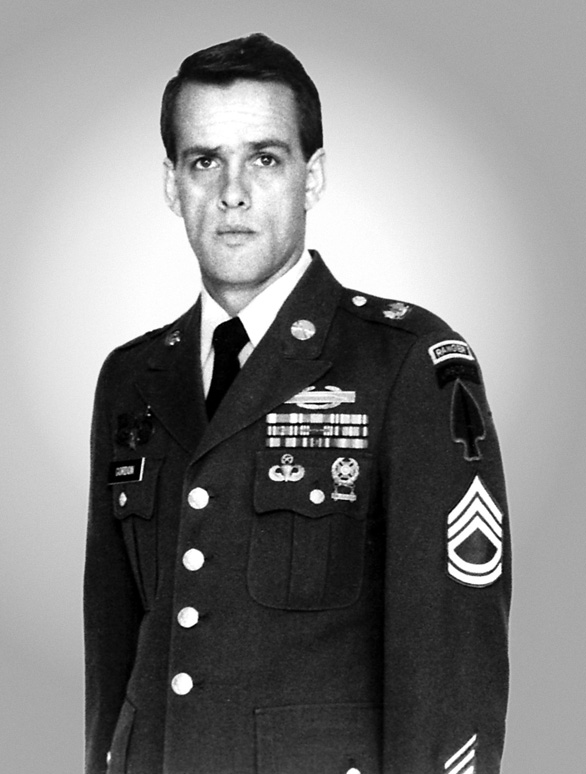
Майстер-сержант Гері Гордон

Переможець (2):
- Найкращий звук
- Найкращий монтаж

Номінації (2):
- Найкращий режисер (Рідлі Скотт)
- Найкраща робота оператора

Премія каналу «MTV», 2002 рік
Номінації (2):
- Найкраща екшн-сцена
- Найкращий фільм

Британська академія, 2002 рік
Номінації (3):
- Найкраща робота оператора
- Найкращий звук
- Найкращий монтаж

## Цікаві факти
- «Чорний яструб» — назва американського транспортно-бойового вертольота UH-60 Black Hawk («Блек Гок»). Під час битви в Могадішо було збито два такі вертольоти модифікації MH-60L
- Це один з улюблених фільмів Джорджа Буша-молодшого
- Випадок із Джеймі, роль якого грав Чарлі Гофгаймер[en], спричинив до розробки вузлових джгутів — нового типу джгутів для зупинки вузлових кровотеч[2][3]
- Гері Гордон і Ренді Шугарт були нагороджені Медаллю Пошани посмертно. Це був перший випадок нагородження з часів в'єтнамської війни
- Продюсери Маріо Кассар та Ендрю Вайна пропонували Рідлі Скотту стати режисером «Термінатора 3», але він відмовився від пропозиції та натомість зняв цей фільм
- Повна версія фільму має хронометраж 152 хвилини
- Прототипом персонажа Джона Граймса, якого грав Юен Мак-Грегор, став штаб-сержант Джон Стебінс. На відміну від інших героїв, справжні імена яких були збережені, Стебінс був перейменований на Граймса, оскільки в 1997 році був засуджений військовим трибуналом до довічного ув'язнення за багаторазові зґвалтування своєї дочки[4].
- У фільмі також знімався реальний учасник цього бою — Кіт Джонс. У фільмі Кіт виконав те ж саме, що й робив у реальному бою: евакуював членів екіпажу «Супер 61»
- Зйомки фільму відбувались у Марокко.